# Place de la Sorbonne
La place de la Sorbonne est une voie située dans le quartier de la Sorbonne du 5e arrondissement de Paris.

## Situation et accès
Elle est  bordée :
- à l'est, par la rue Victor-Cousin et la rue de la Sorbonne ;
- à l'ouest, par le boulevard Saint-Michel.

La rue Champollion y débouche vers le milieu de son côté nord.
La place est accessible par la ligne 10 à la station Cluny - La Sorbonne et par la ligne B du RER à la gare du Luxembourg.

## Origine du nom
Cette place doit son nom à l'université de la Sorbonne, qu'elle jouxte par son côté est.

## Historique

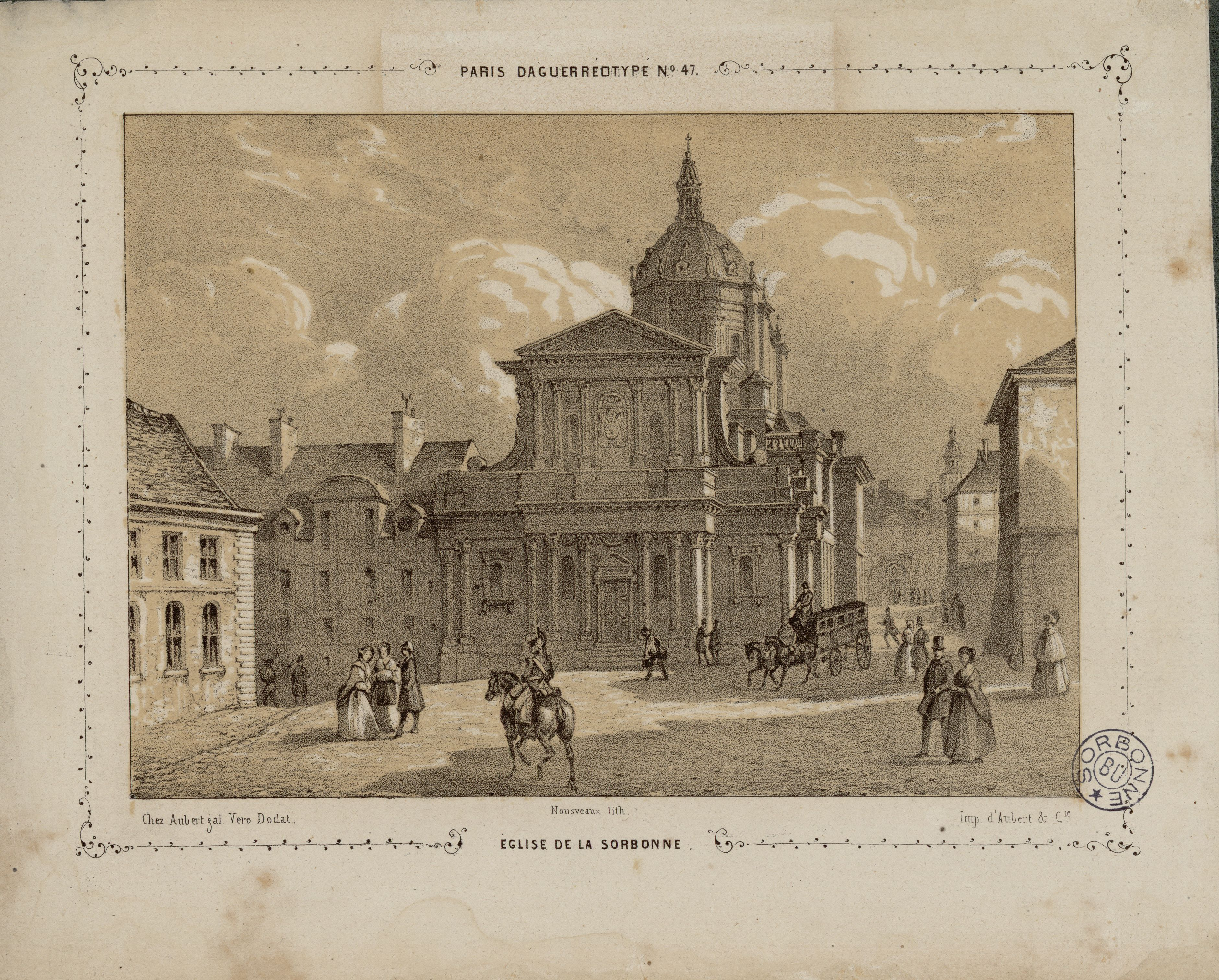
Edouard Auguste Nousveaux, L'église de la Sorbonne, 1840 (Bibliothèque interuniversitaire de la Sorbonne, NuBIS)

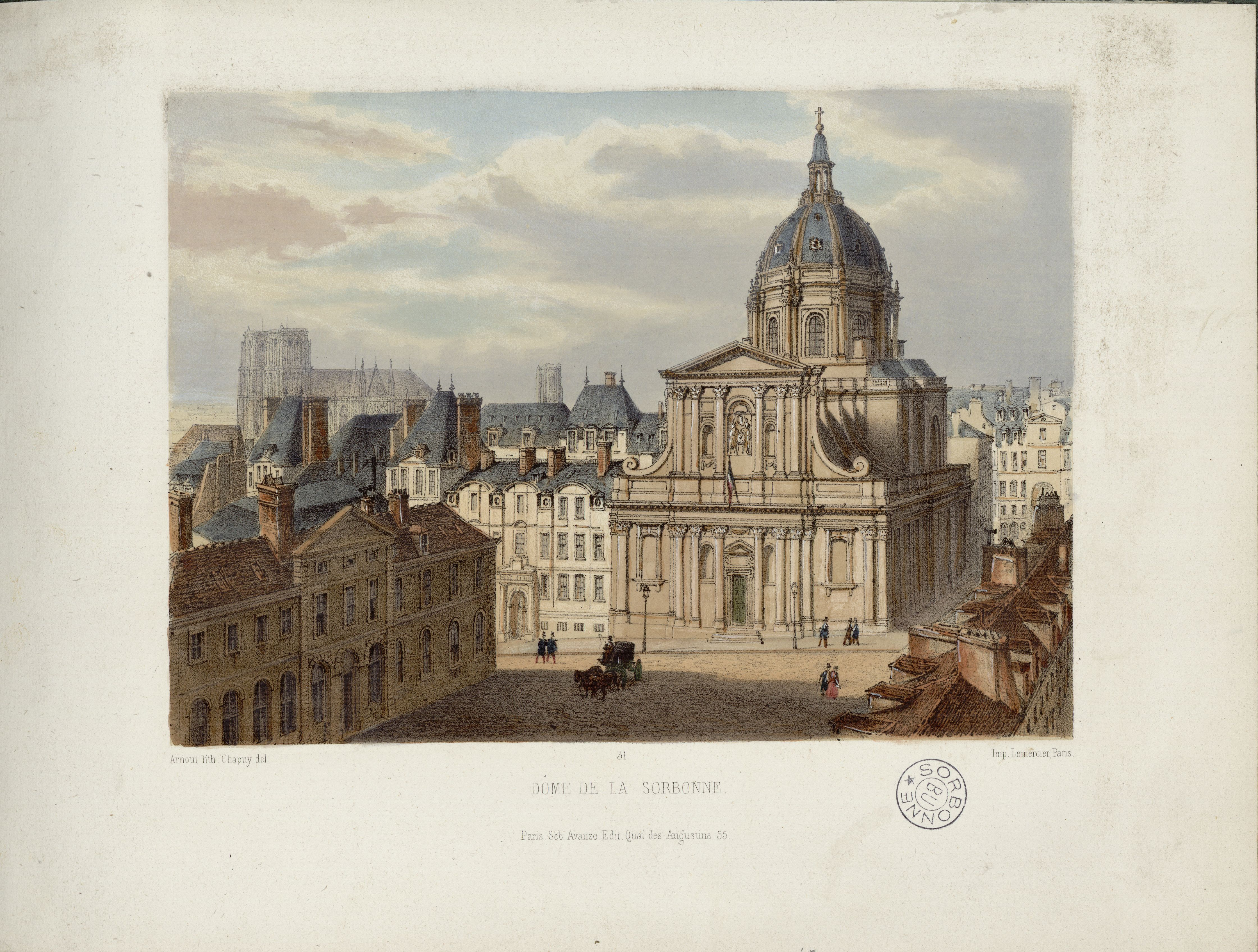
Nicolas Marie Joseph Chapuy, Dôme de la Sorbonne, XIXe siècle (Bibliothèque interuniversitaire de la Sorbonne, NuBIS).

La place de la Sorbonne est probablement située à l'emplacement de la rue au Corbeau citée dans Le Dit des rues de Paris de Guillot de Paris.

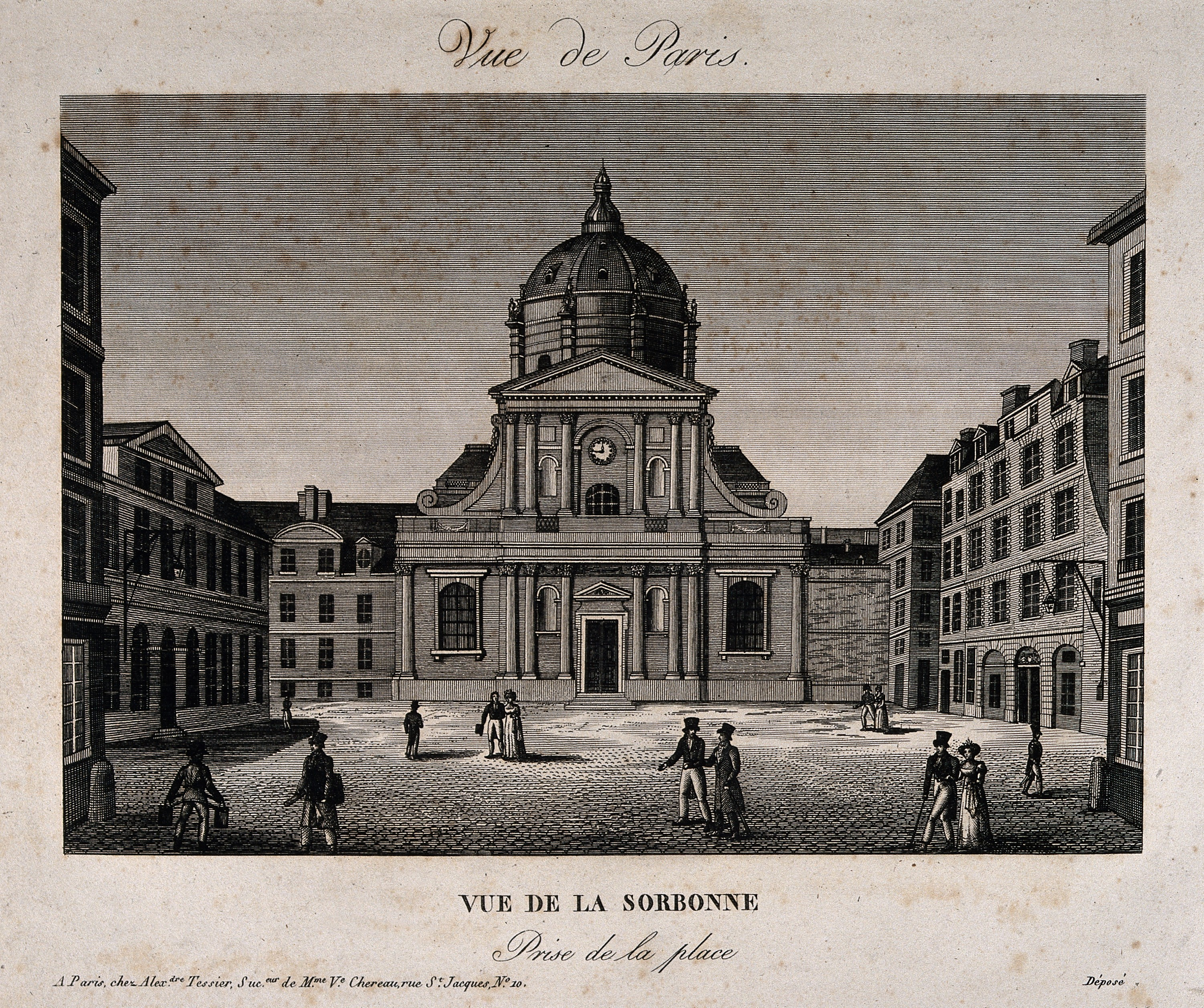
Gravure.
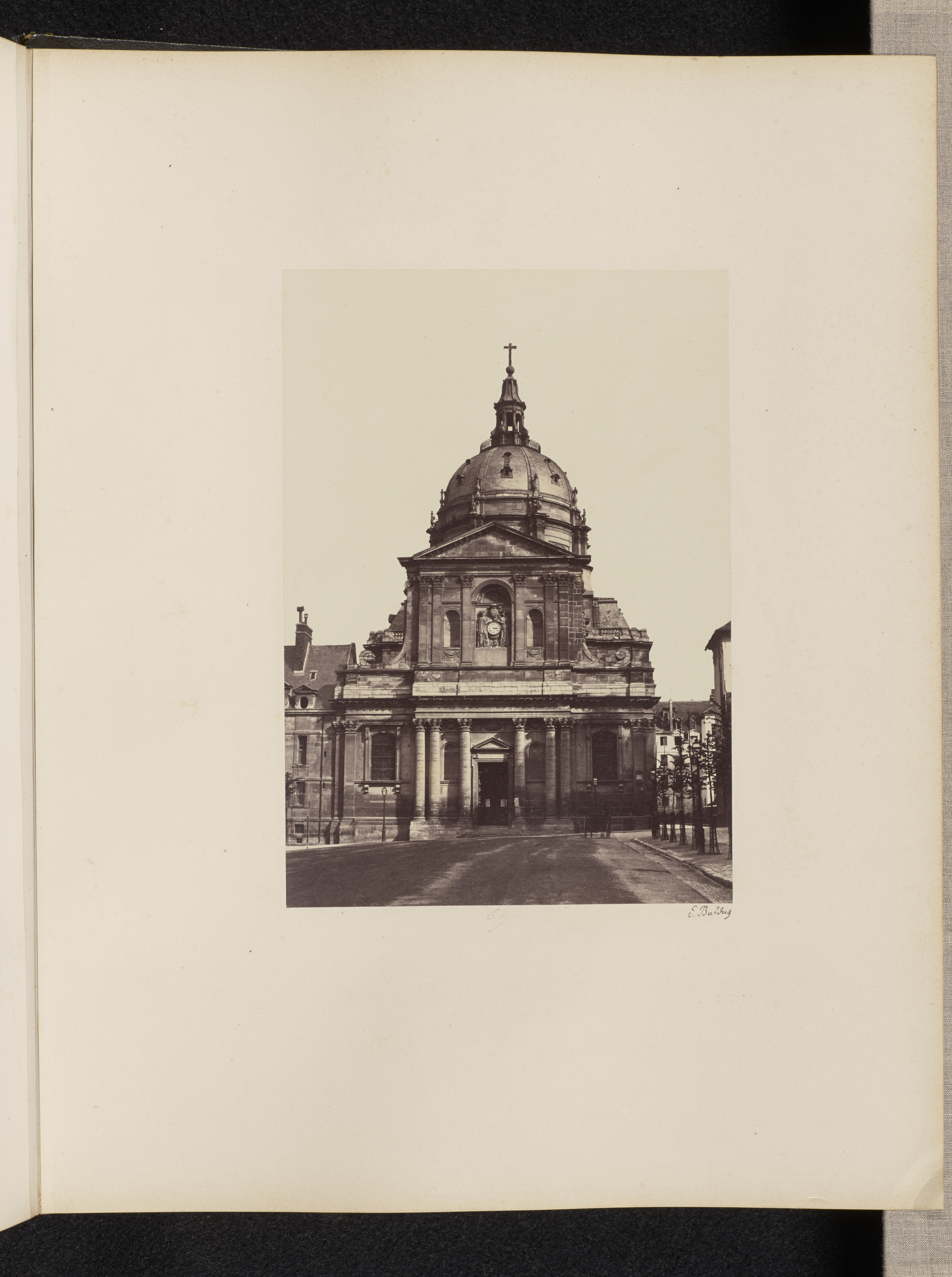
Photo des années 1860.

La voie est ouverte en 1639 sous le nom de « rue Neuve-de-Richelieu ». Pendant la Révolution française, elle est renommée un court temps « place Chalier », et « Petite rue Chalier », en hommage à Marie Joseph Chalier.
Sa fréquentation et la nature de ses activités sont notamment liées à la proximité de La Sorbonne, et à celle d'autres lieux d'enseignement, secondaires (comme le lycée Saint-Louis, qui lui fait presque face, de l'autre côté du boulevard Saint-Michel), ou supérieurs. Ainsi sont implantés autour de la place, des librairies ou éditeurs d'ouvrages universitaires ou savants… ainsi que plusieurs cafés, appréciés depuis des décennies par les étudiants du quartier latin, mais aussi par de nombreux touristes.

Le bal du 14 juillet 1938 sur la place de la Sorbonne — Willem van de Poll
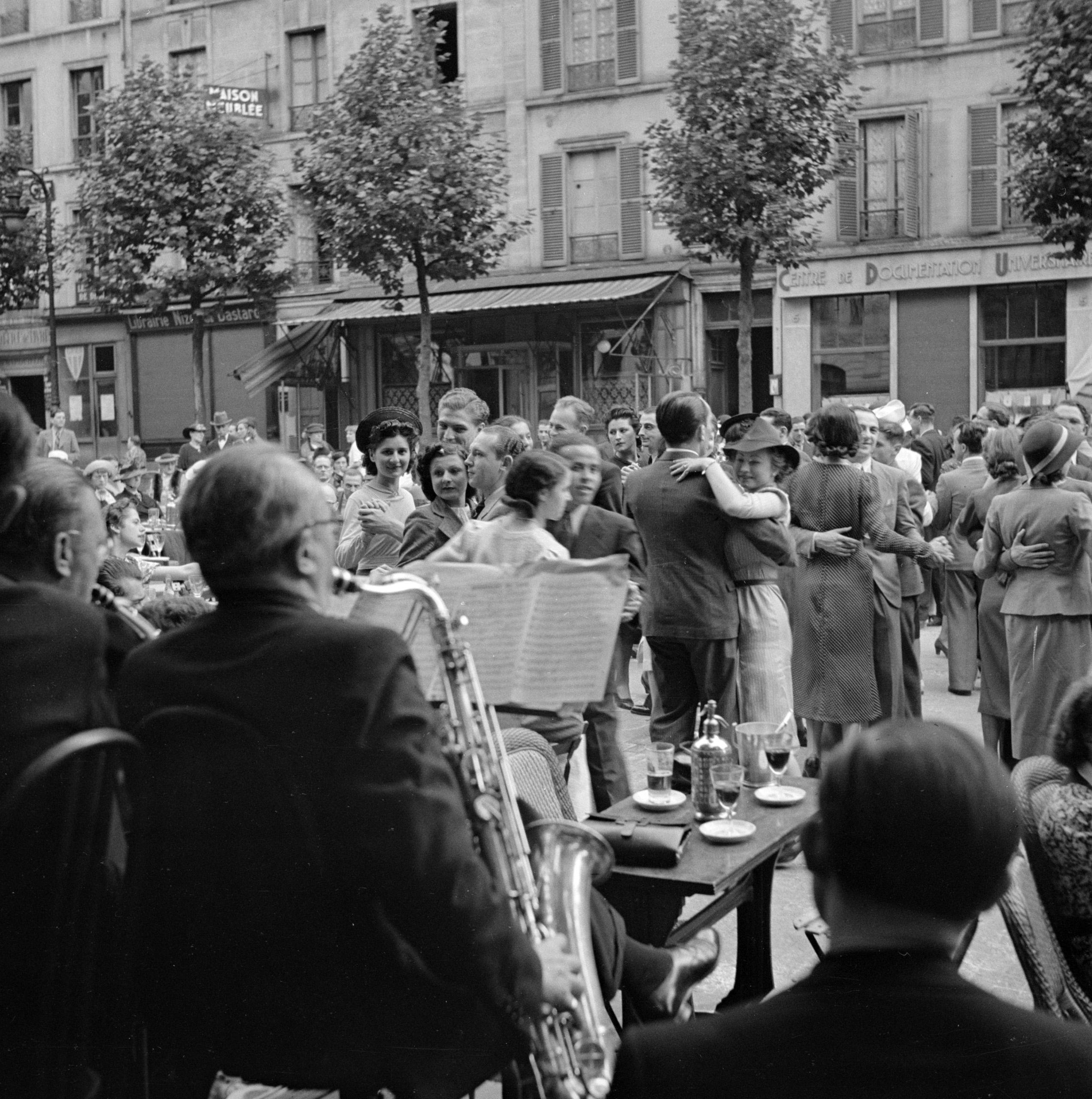
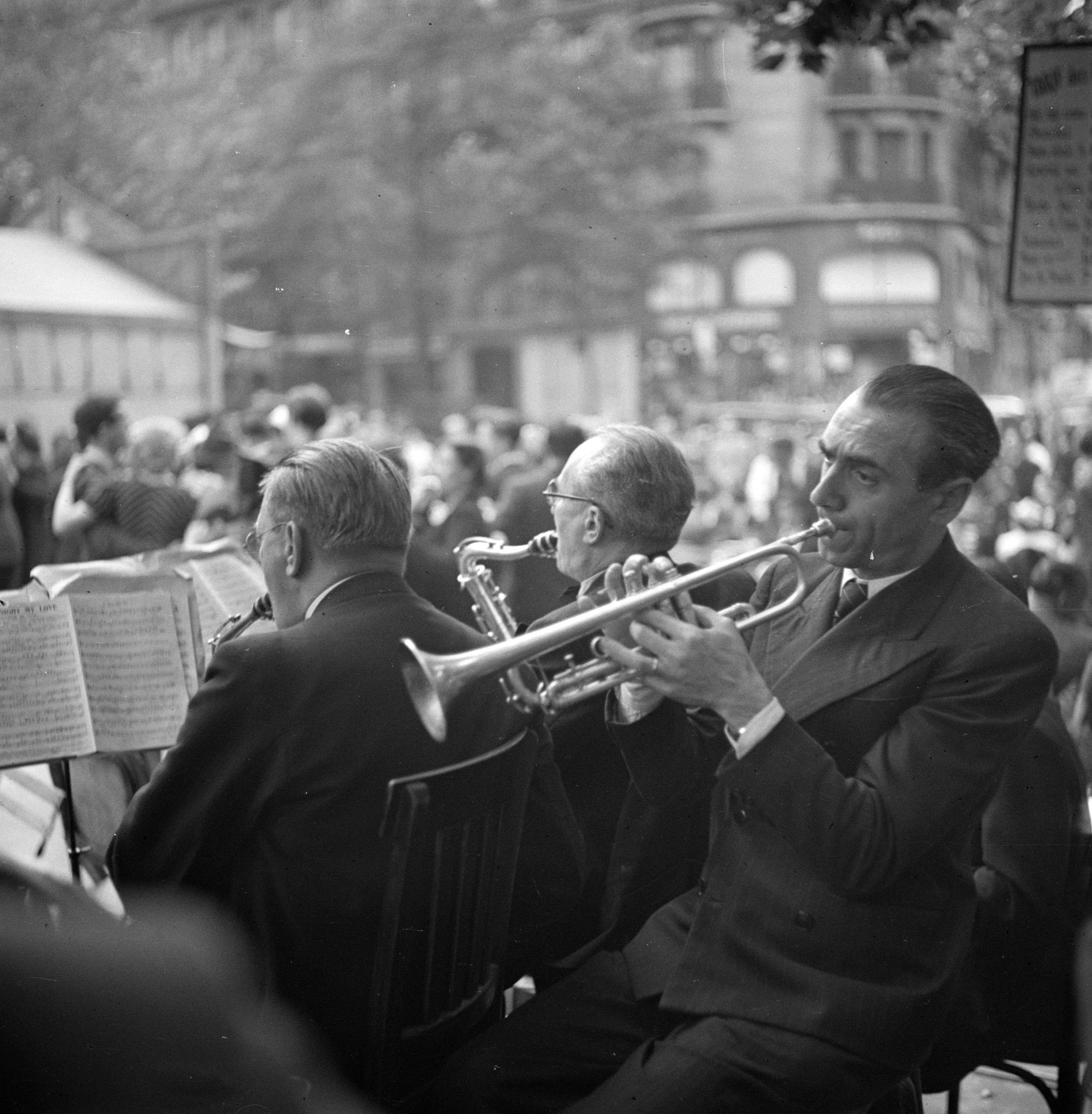
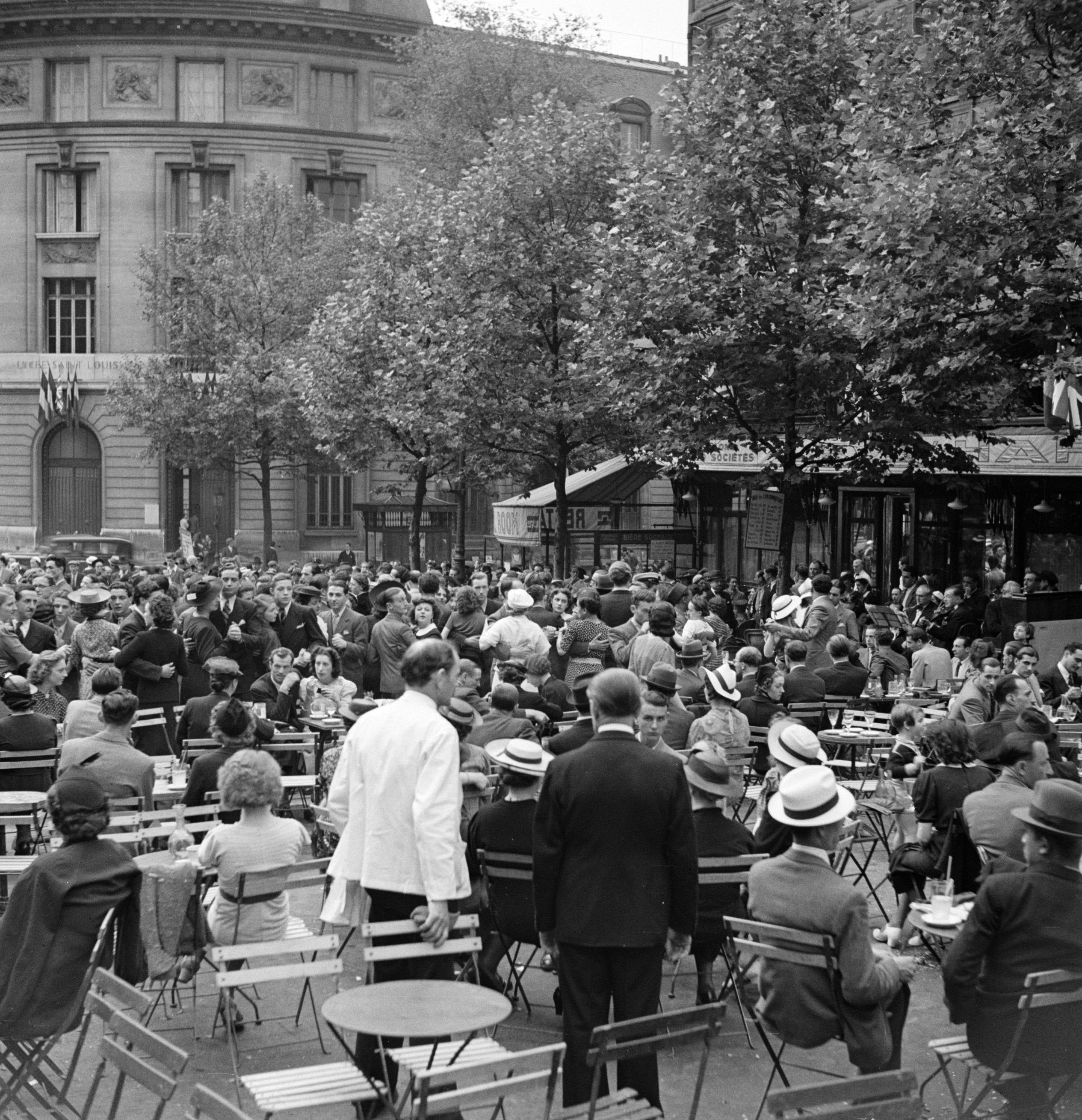
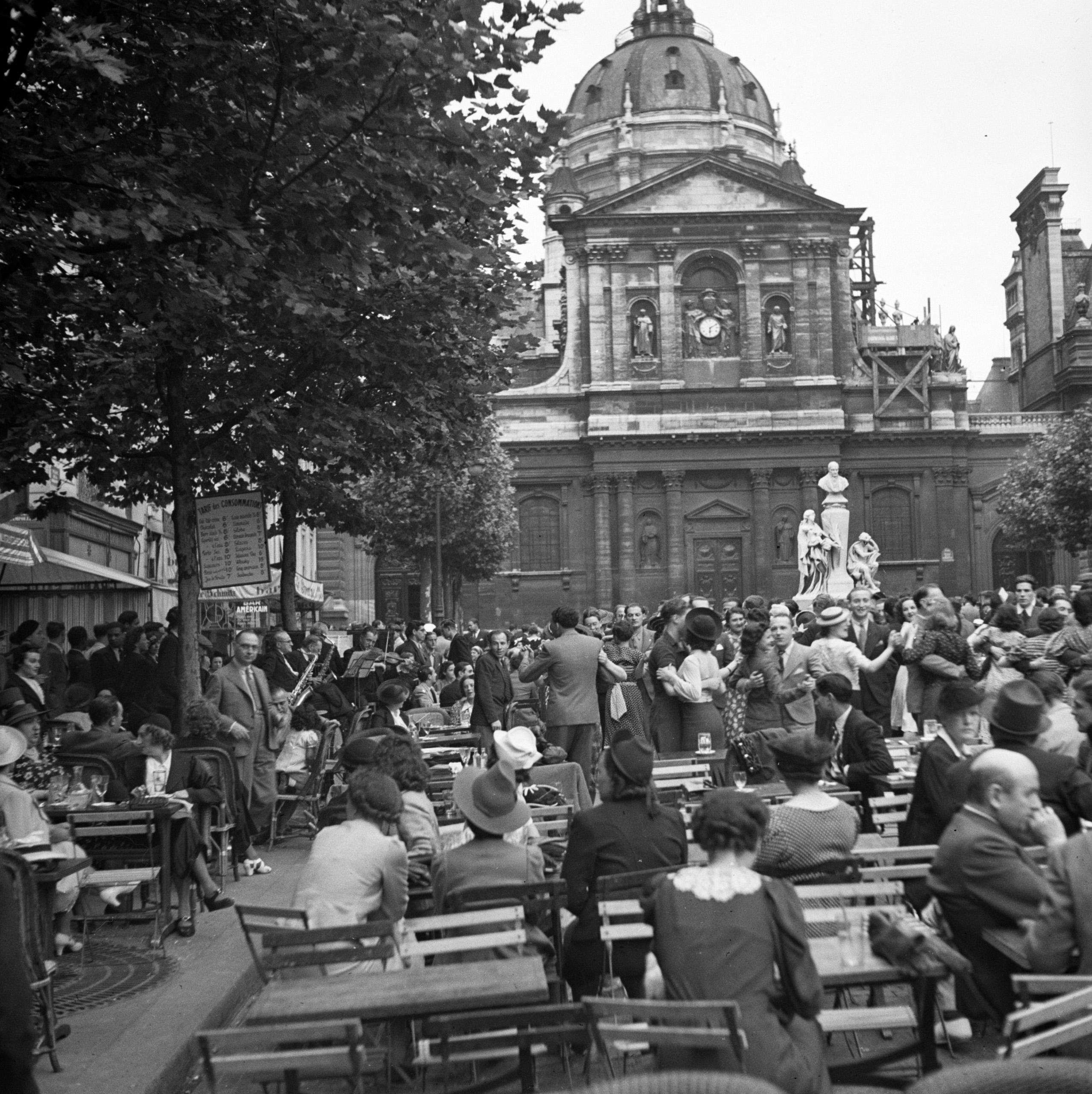
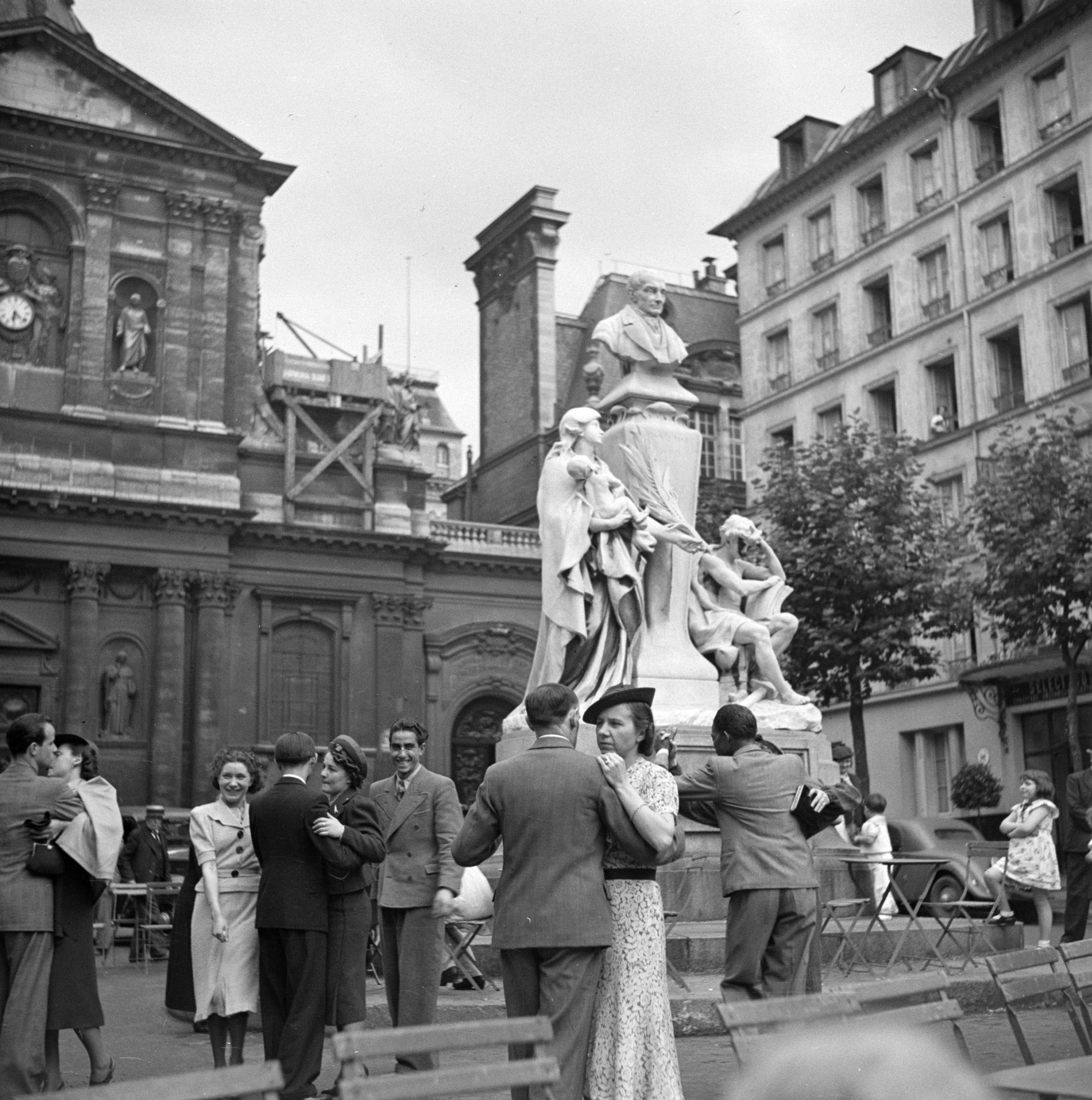

Lieu particulièrement symbolique des événements de Mai 68, la place de la Sorbonne est restée un endroit de protestation étudiante, notamment lors du mouvement contre le contrat première embauche en 2006, marquée par une occupation de la Sorbonne, où elle fut interdite d'accès pendant plusieurs jours et verrouillée par des palissades mobiles en métal.
L'aspect de la place est modifié en 1980, les platanes étant abattus et remplacés par des tilleuls argentés, avec l'installation d'une fontaine à écoulement permanent et le déplacement du monument consacré à Auguste Comte (avec, au pied du buste de celui-ci, la sculpture en pied de Clotilde de Vaux, représentée en Vierge à l'enfant).
De mars à août 2000, un chantier de fouille archéologiques préventives, préalable à un nouveau réaménagement de la place, permet la découverte de vestiges de deux maisons du Ier siècle de notre ère, d'une cave du IIIe siècle et d'une courte section de voie romaine.

## Bâtiments remarquables et lieux de mémoire
- La façade occidentale de la chapelle Sainte-Ursule de la Sorbonne (XVIIe siècle) ferme la perspective de la place entre les rues de la Sorbonne et Victor-Cousin. De part et d'autre de cette façade se trouvent les entrées latérales qui donnent accès à l'université de la Sorbonne. Celle de gauche porte encore l'inscription École nationale des chartes, fondée en 1821 et hébergée au sein de la Sorbonne jusqu'à son déménagement, en 2014, vers le « Quadrilatère Richelieu » (voir rue Richelieu no 65).
- Nos 1 à 3 : immeubles construits à partir de 1838 sur une partie de l'emplacement de l'ancienne chapelle du collège de Cluny. Fondé en 1269, ce collège fut saisi à la Révolution et progressivement démantelé dans les années 1823 à 1866. Sa chapelle disparut en 1833[7].
- No 3 : le café L'Écritoire, où le parolier Étienne Roda-Gil et le chanteur Julien Clerc se sont rencontrés[8], probablement au printemps 1967.
- No 6 : la Librairie philosophique J. Vrin est installée ici depuis 1911.
- No 8 : emplacement du café d’Harcourt, fermé en 1940 et remplacé, en 1941, par la librairie Rive Gauche, dirigée par le collaborateur Henry Jamet. L’établissement abrite, pendant l’Occupation, le siège parisien de l’Institut allemand[9].
- Le Monument à Auguste Comte, sculpté par Jean-Antoine Injalbert, y est inauguré en 1902 au centre de la place, avant d'être déplacé près du boulevard Saint-Michel.
- La place est bordée par plusieurs libraires, imprimeurs, cafés et restaurants.
- Le street artiste Invader a réalisé en 2018 une intervention (PA-1359 - 1968-2018 Soyez réalistes, demandez) à l'occasion du cinquantenaire de Mai 68[10].

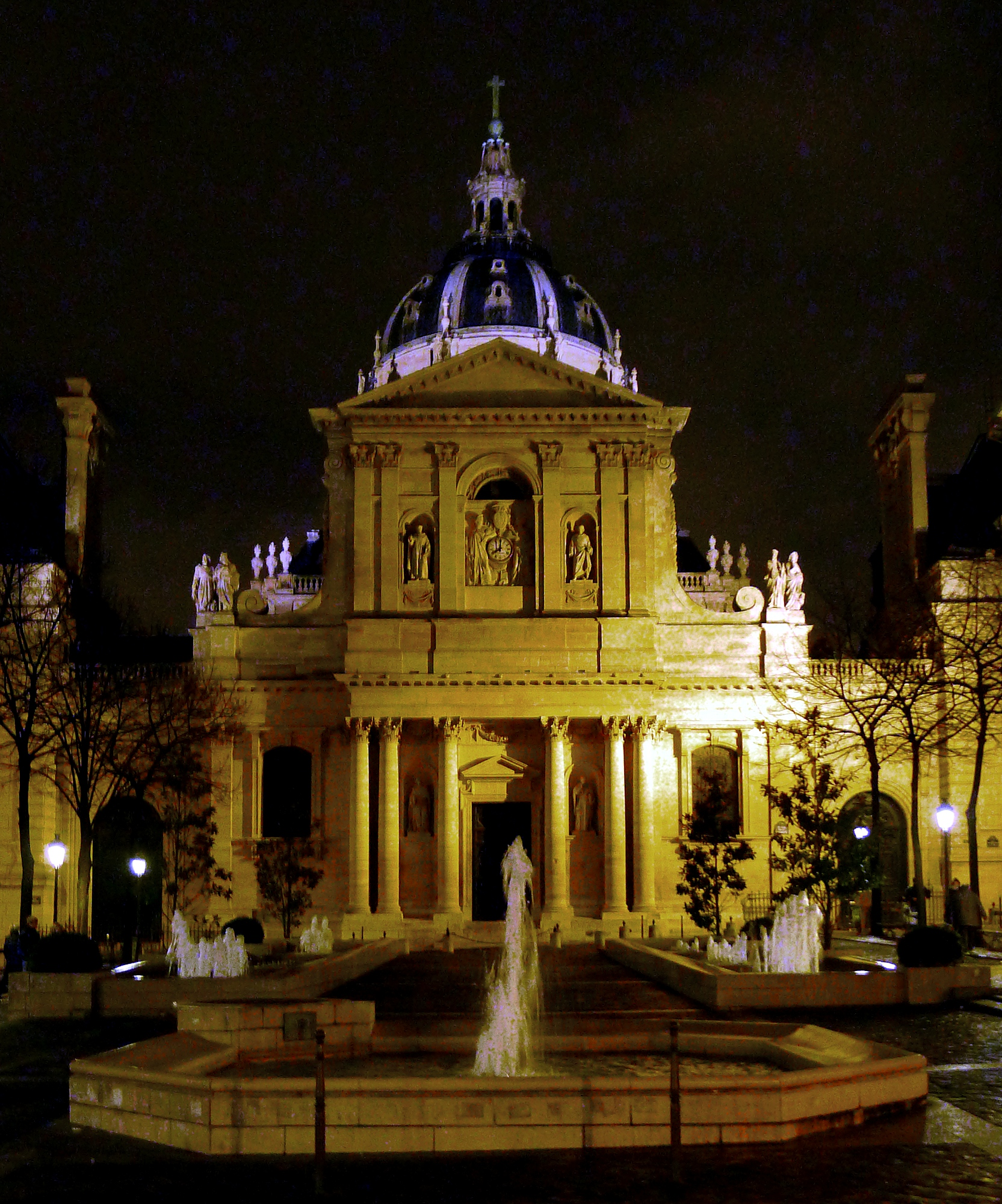
La chapelle Sainte-Ursule de l’université de la Sorbonne, de nuit.
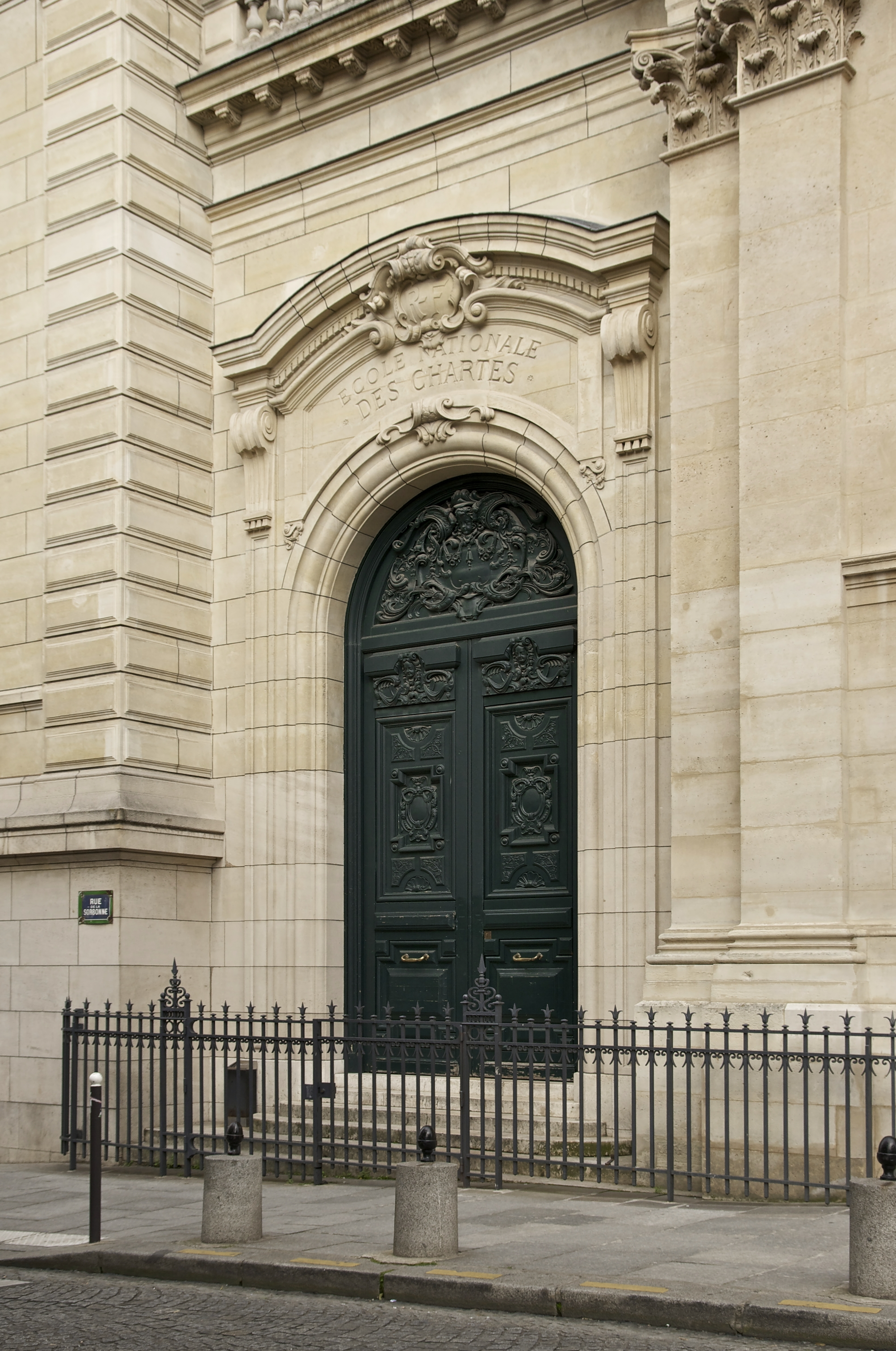
Ancienne entrée de l'École nationale des chartes.
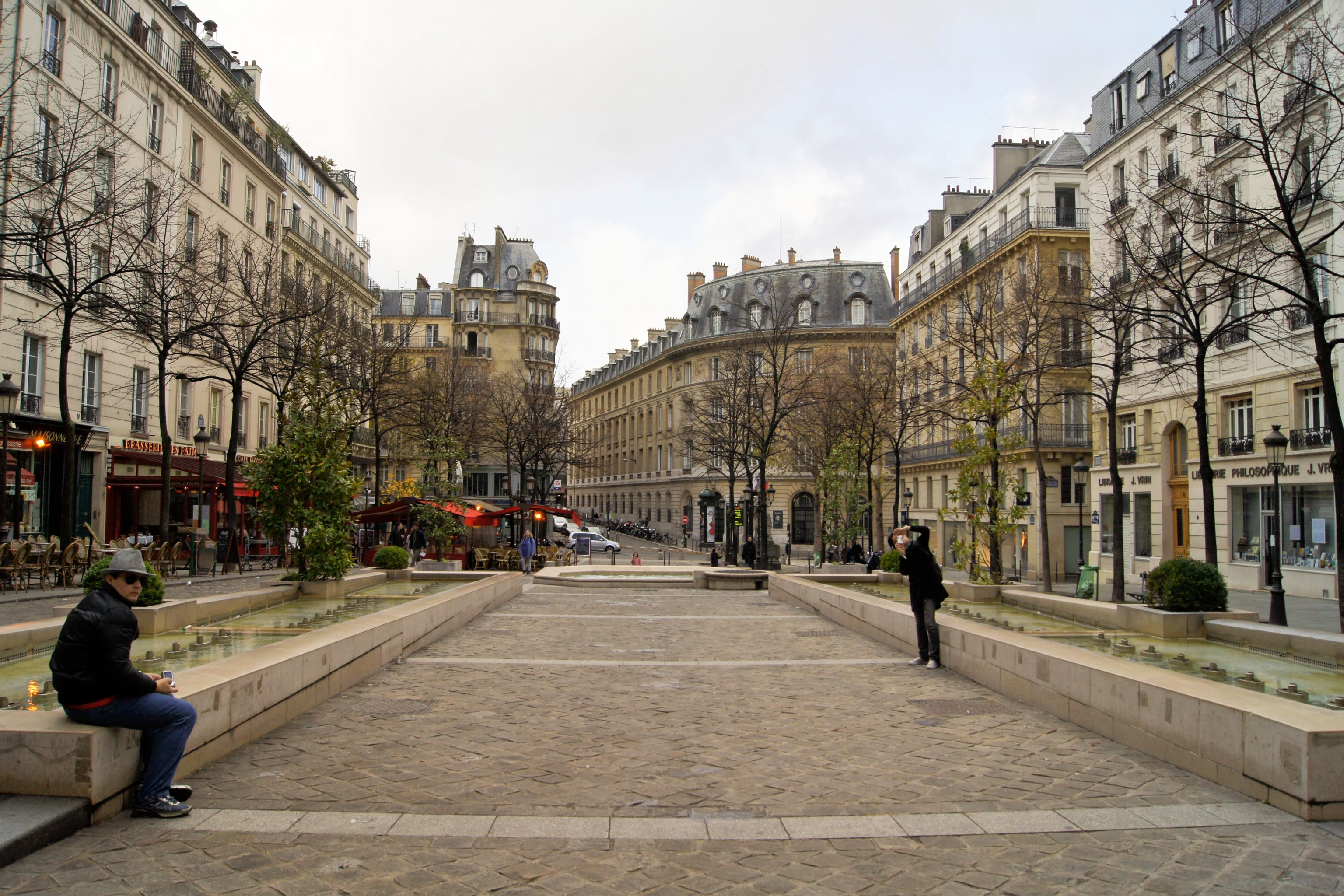
La place en direction du boulevard Saint-Michel (vers l'ouest).
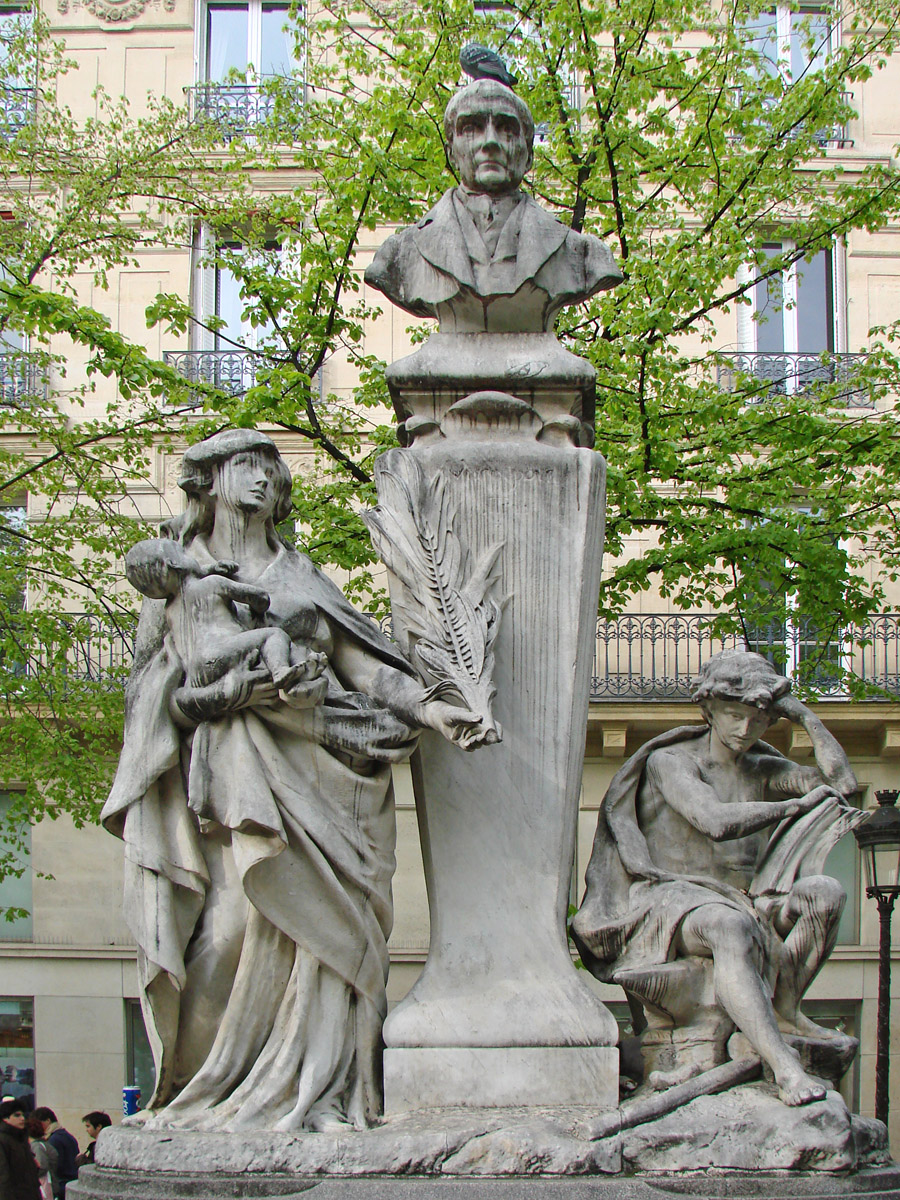
Jean-Antoine Injalbert, Monument à Auguste Comte (1902).
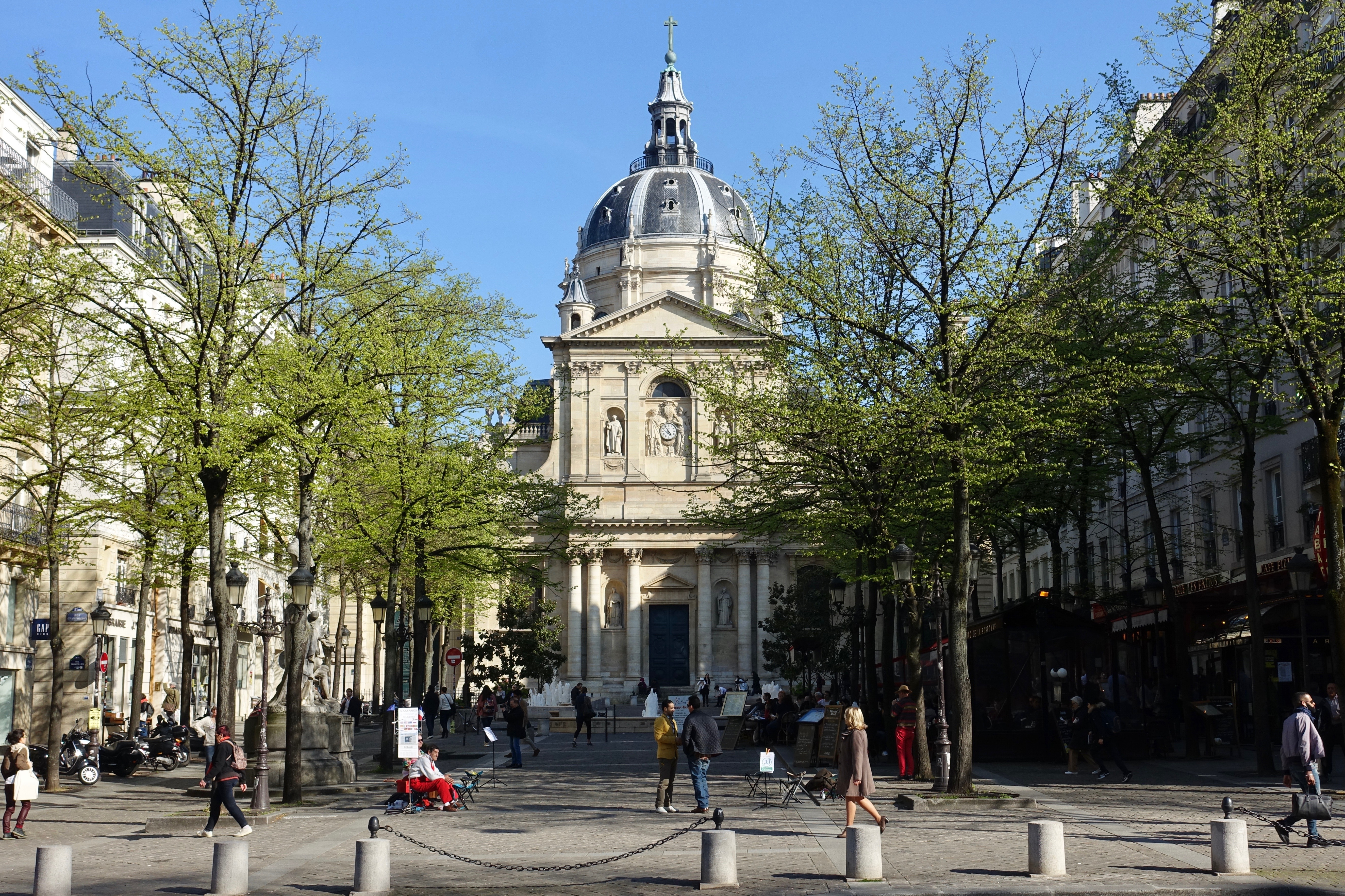
La place en direction de la chapelle de la Sorbonne (vers l'est).
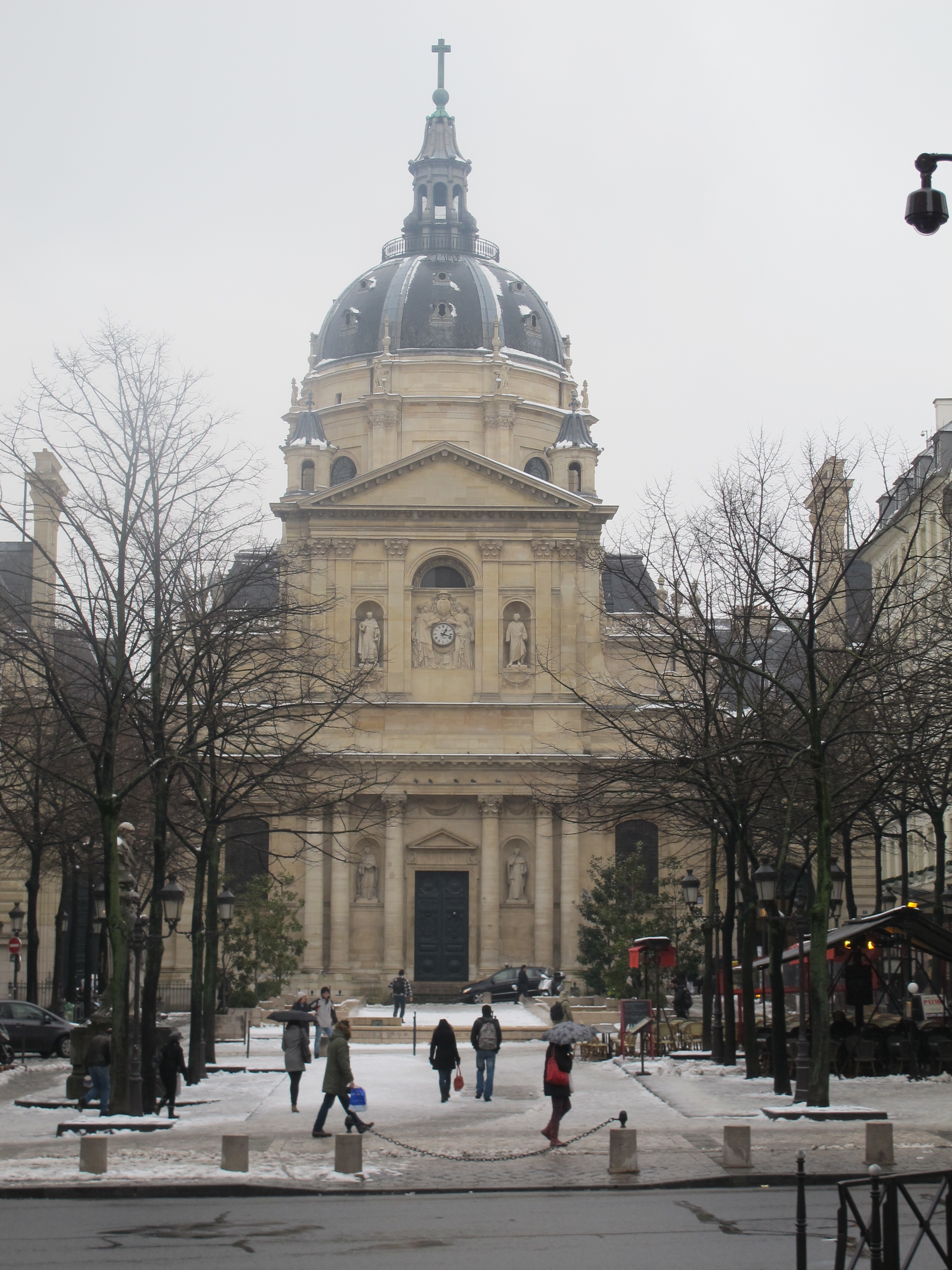
Sous la neige.

### Filmographie
- Dans le film Paris nous appartient (sorti en 1961) de Jacques Rivette, une scène est tournée sur la place de la Sorbonne, à la sortie des cours.